# Калашиновка (Сумская область)
Калашиновка (укр. Калашинівка) — село, Зазерковский сельский совет, Кролевецкий район, Сумская область, Украина.
Код КОАТУУ — 5922683902. Население по переписи 2001 года составляло 61 человек.

## Географическое положение
Село Калашиновка находится на берегу озера в которое впадает река Медведевская, а вытекает река Ворголка, выше по течению реки Медведевская примыкает село Покровское, ниже по течению реки Ворголка на расстоянии в 1 км расположено село Зазерки. К селу примыкают лесные массивы (сосна).

## Объекты социальной сферы
- Фельдшерско-акушерский пункт.